# Шванау
Шванау (њем. Schwanau) општина је у њемачкој савезној држави Баден-Виртемберг. Једно је од 51 општинског средишта округа Ортенау. Према процјени из 2010. у општини је живјело 6.850 становника. Посједује регионалну шифру (AGS) 8317150.

## Географски и демографски подаци
Шванау се налази у савезној држави Баден-Виртемберг у округу Ортенау. Општина се налази на надморској висини од 158 метара. Површина општине износи 38,4 km². У самом мјесту је, према процјени из 2010. године, живјело 6.850 становника. Просјечна густина становништва износи 179 становника/km².